# بوراتنگتس روسکی
بوراتنگتس روسکی (به لهستانی:  Boratyniec Ruski) یک روستا در لهستان است که در گمینا شمیاتچه واقع شده‌است.